# Мытищинский водопровод
Мыти́щинский водопрово́д (также Мытищинский-Московский водопровод, Екатерининский водопровод) — первый в Москве и второй в России водопровод (после Таицкого водовода) , проведённый по указу Екатерины II от ключевых источников у села Большие Мытищи в Москву в 1779—1804 годах. Чтобы удовлетворить потребность в воде постоянно растущего города, Мытищинский водопровод постоянно достраивали и реконструировали. До постройки канала имени Москвы в 1937 году он был главным источником питьевой воды для москвичей. Некоторые исторические объекты Мытищинского водопровода модернизированы и функционируют до сих пор.

## Потребность Москвы в воде
Москва долгое время была «сухим» городом, единственными источниками питьевой воды являлись Москва-река и её притоки — Яуза, Неглинка, Жабинка, Черногрязка, Нищенка и другие. Эти притоки были мелководными и загрязнёнными, однако кроме них у подавляющего большинства населения не было других способов достать воду. К началу XVIII века в столице было более 800 прудов, однако из-за отсутствия в городе канализации эти пруды часто становились «погаными», так как жители сливали в них нечистоты, чтобы не платить золотарям за вывоз. Для питья была пригодна только колодезная вода, поэтому в городе было вырыто около 5000 колодцев, но большинство из них было частным и располагалось в усадьбах. Простой люд должен был платить за воду и за услуги водоносов. Уже во второй половине XVIII века на всю Москву было только три колодца с пригодной для питья водой — Андроньевский, Трёхгорный и Преображенский. Санитарные условия в городе были очень неблагоприятными и провоцировали вспышки тяжёлых инфекционных заболеваний. Эпидемия чумы в 1771 году, унёсшая жизни четверти населения города, особенно обострила вопрос снабжения города водой (все водоносы либо погибли, либо разбежались), после чего жители обратились к Екатерине II с просьбой провести в город «хорошую воду».

## История

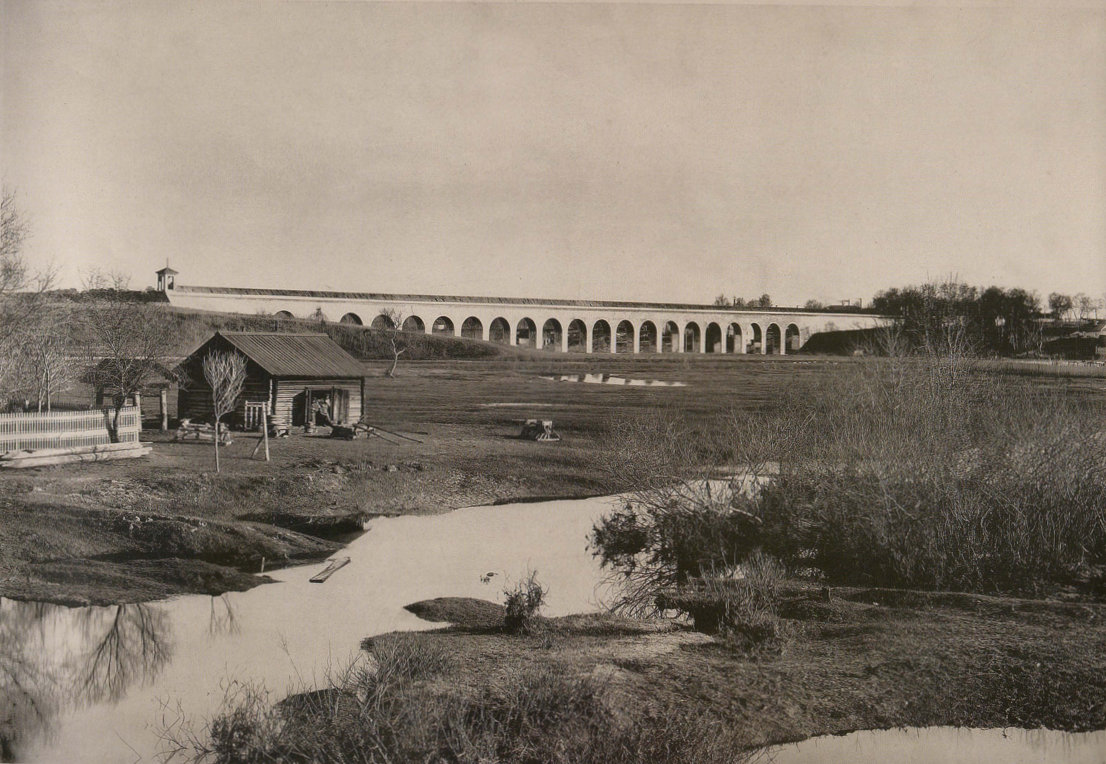
Ростокинский акведук, 1890

### Строительство
По велению императрицы военный инженер Фридрих Вильгельм Бауэр в 1778 году разработал план создания первого московского водопровода. Указом от 28 июля 1779 года Екатерина II выделила Бауэру 1,1 млн рублей на его строительство и поручила главнокомандующему Москвы ежедневно выделять 400 солдат для работы на стройке. Из-за Русско-турецкой войны строительство растянулось на 26 лет и было завершено только в 1805 году. Для завершения проекта в 1791 году Павел I выделил ещё 400 тыс. рублей, а Александр I добавил в 1802—1803 ещё 200 тыс. В 1783 году Бауэр умер, завершить строительство поручили инженеру Ивану Кондратьевичу Герарду. Согласно изначальному проекту, в Мытищах создали 28 ключевых бассейнов для сбора грунтовых вод, Герард добавил к ним ещё 15. Собранная в мытищинских ключах вода проходила через Громовой ключ и самотёком шла в город по кирпичной галерее шириной 3 фута (почти метр), высотой до ключа 4,5 фута (1,4 м) и длиной в 19 вёрст (больше 20 км) и спускалась в Самотецкий пруд. Мытищинские ключи славились чистой и «вкусной» водой, кроме того, находились вне городской черты на возвышенности, что упрощало подачу воды.
28 октября (по старому стилю) 1804 года был открыт Ростокинский акведук, который стал самым выдающимся строением Екатерининского водопровода. Ростокинским акведуком восхищалась сама Екатерина II, а в народе из-за огромной стоимости его называли Миллионным мостом. Акведук был грандиозен для своего времени, его длина — 160 саженей (292,6 м), каждая из 21 арок была по 4 сажени (7,3 м).
Запланированная подача воды по Екатерининскому водопроводу в 300 тыс. вёдер не была достигнута. Большая часть пути проходила под землёй, где ключевая вода смешивалась с грунтовой и загрязнялась. Отдельные части кирпичной водоводной галереи быстро начали обваливаться и давать трещины. Деревянные ростверки фундамента на значительных отрезках были установлены на сухом грунте, из-за чего быстро начали подгнивать и оседать.

### Первая реконструкция

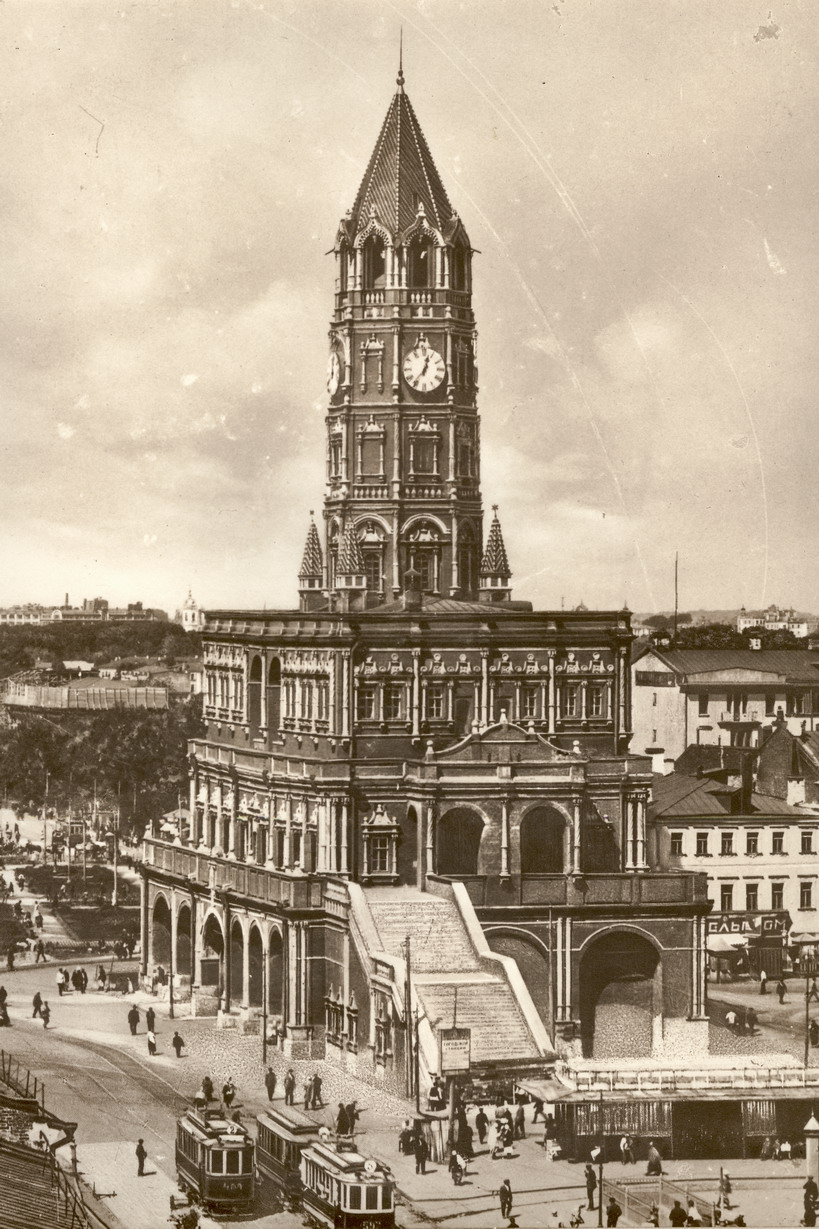
Сухарева башня на открытке 1927 года

Из-за ошибок при проектировании и строительстве уже в 1826—1835 годах Екатерининский водопровод пришлось реконструировать. Руководил перестройкой инженер-генерал-майор Николай Иванович Яниш, который вложил 270 тыс. рублей из личных средств в бюджет работ по реконструкции, ещё 455 тыс. выделила городская казна.
По проекту Яниша на месте обвалившегося в 1826 году кирпичного водовода в Сокольничей роще построили Алексеевскую водокачку, резервуар в Сухаревой башне и несколько водозаборных фонтанов для простых жителей. В 1833 на Громовом ключе в Мытищах построили часовню и водонакопительный резервуар. В 1850—1852 годах была предпринята попытка увеличить водоснабжение Москвы по проекту инженера генерала Максимова. Под его руководством были построены дополнительные водопроводы — Бабьегородский и Краснохолмский, забиравшие воду из Москвы-реки в черте города. Поскольку вода была плохого качества и замерзала в трубах в зимнее время, эти водопроводы были заброшены уже к 1863 году.

### Вторая реконструкция
Вторая реконструкция Мытищинского водопровода прошла в 1853—1858 годах под руководством барона Андрея Ивановича Дельвига. По признанию Николая Зимина, Дельвиг являлся «творцом русского водопроводного дела» и ещё в 1839 году высказывал идеи, реализованные значительно позже — в 1897—1906 годах. При Дельвиге забор воды из Мытищинских ключей увеличили в 10 раз — до 500 тыс. вёдер в сутки, за счёт понижения уровня воды в водосборных колодцах. Были построены водосборные колодцы нового типа — на деревянных ростверках, покрытых досками и засыпанных землёй. Из них вода поступала к селу Большие Мытищи (ставшее потом городом), где построили новую станцию с паровыми машинами и насосами, поднимавшими воду на уровень земли. От Мытищ к Алексеевской водокачке вода стекала по чугунному водоводу диаметром 20 дюймов (0,5 м) в Алексеевский подземный резервуар. В нём поставили более сильные паровые машины, которые подавали воду в Сухаревскую башню по трубе диаметров 16 дюймов (0,4 м) и по двум трубам (10 и 16 дюймов — 0,25 и 0,4 метра соответственно) в город. По инициативе Дельвига построили первые 15 пожарных колодцев, так было положено начало современной пожарной охране.
Также в период с 1853 по 1858 годы по городским улицам проложили 44 версты (почти 47 км) чугунных водопроводных труб и устроили 26 водозаборов, общие затраты составили 1,5 млн рублей. Сначала строительство и функционирование водопровода поддерживалось на деньги из государственной казны, с 1830-х годов был установлен городской налог на воду — теперь с каждого рубля, который житель уплачивал в городскую казну, пять копеек приходилось на пользование водопроводом. К 1858 году на московские водопроводы правительство потратило 1,980 млн рублей серебром.
В 1870 году городской глава князь Владимир Черкасский обратился к известному специалисту водопроводного дела, саксонскому мастеру Геноху, с просьбой создать план расширения Мытищинского водопровода. По мнению Геноха, забор из Мытищинских ключей можно было поднять до 9,3 млн вёдер в сутки.
В 1877—1878 по поручению городской управы инженер Николай Зимин разработал план увеличения забора воды из Мытищ до 10 млн вёдер в сутки. В 1880 для определения возможного забора воды пригласили инженера Зальбаха, который вместе с профессором геологии Германом Траутшольдом заключил, что забор воды в таких объёмах действительно возможен, так как в долине реки Яузы в Мытищах должен проходить подземный поток в 60 млн вёдер в сутки.
С 1870 до 1885 годы городское управление не имело достаточно средств на новый водопровод и считало возможным только концессионный способ постройки. В 1883 году городская дума получила четыре серьёзных предложения о содействии в строительстве водопровода, однако Зимин был категорически против участия концессионеров в проекте, поэтому дума не рассмотрела их в течение года и потеряла заинтересованных инвесторов, а постройку нового водопровода возложили на городского голову Николая Алексеева.

### Третья реконструкция
Под руководством Николая Алексеева в 1871 году был создан Ходынский водопровод с пропускной способностью 130 тыс. вёдер в сутки, в 1882 — Преображенский на 60 тыс. вёдер, и в 1883 — Андреевский на 50 тыс. ведер. Но уже к 1913 году все эти водопроводы оказались заброшены, так как они не решили проблем города с водоснабжением и были признаны «заплатными».
В 1882 году результаты работы Зальбаха и Траушольда рассматривала специальная комиссия в Петербурге под председательством барона Дельвига, которая опровергла вероятность существования подземного потока и признала возможным забор только 1,5 млн вёдер воды в сутки. В 1885 году известный инженер Вильям Линдлей также представил проект забора 2,4 млн вёдер воды, однако его проект строился на неверных расчётах предыдущих исследователей и был опровергнут.

### Новый Мытищинский водопровод

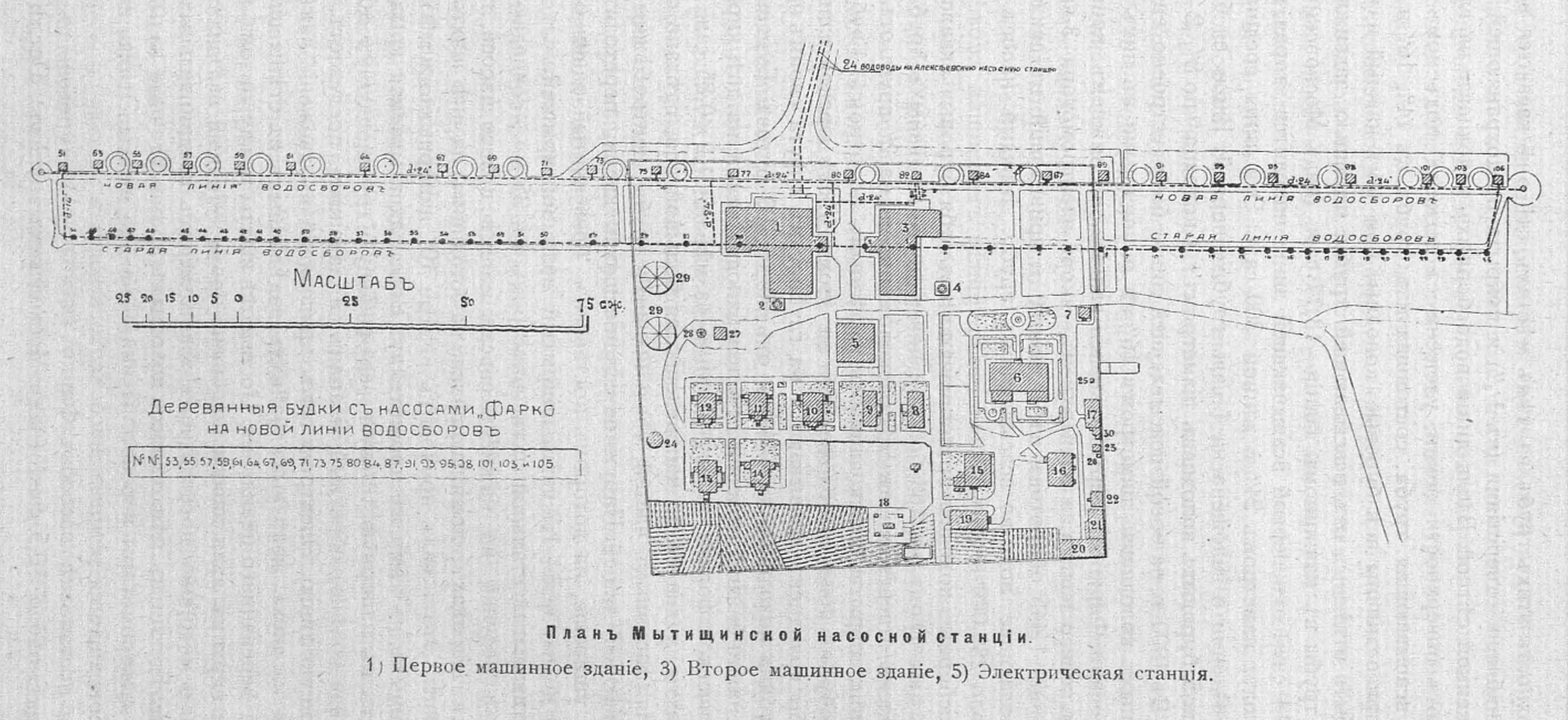
«План Мытищинской насосной станции». Вернер, Ипполит Антонович. «Современное хозяйство города Москвы.» — М.: Московское городское управление, 1913

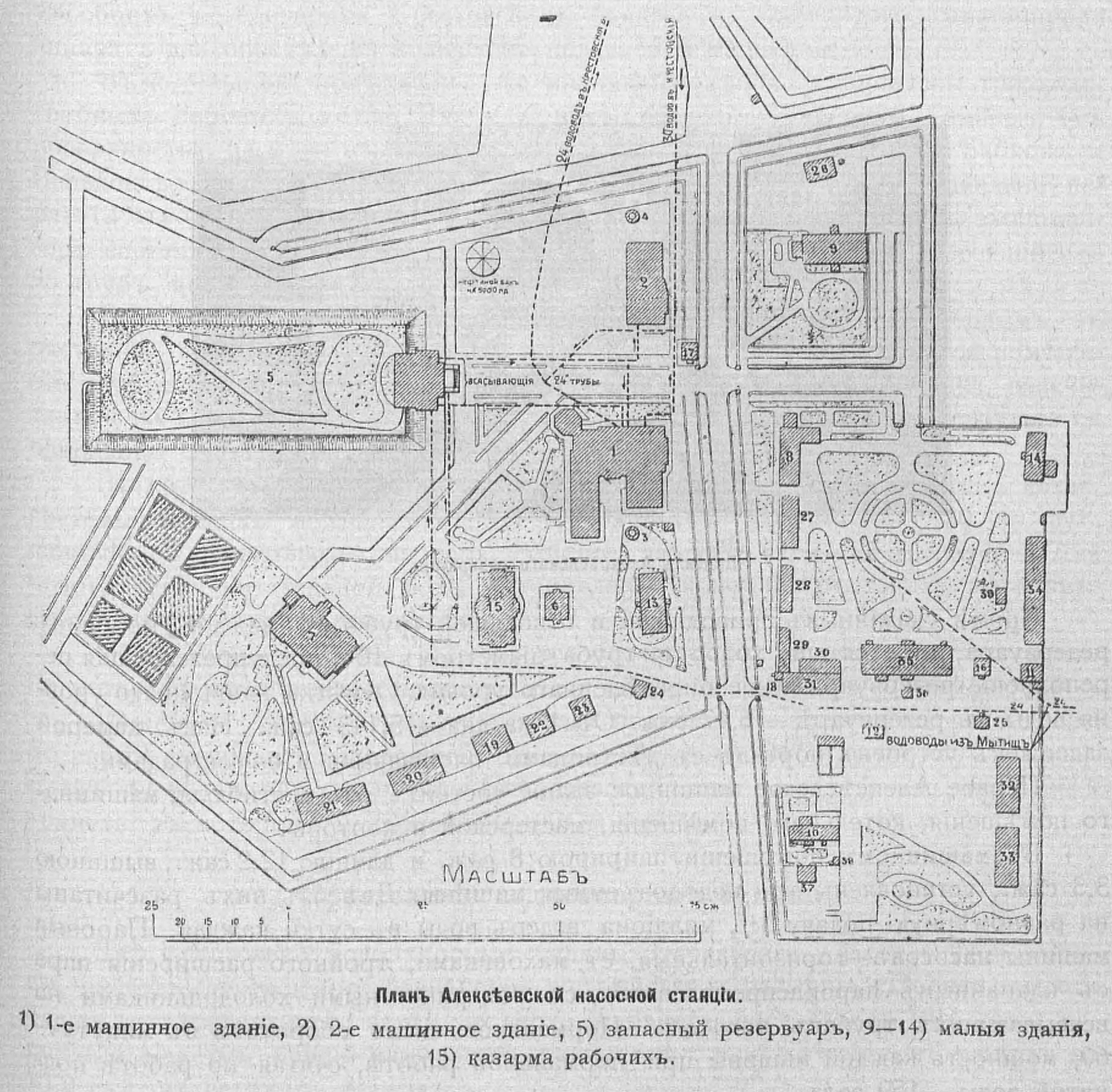
«План Алексеевской насосной станции». Вернер, Ипполит Антонович. «Современное хозяйство города Москвы.» — М.: Московское городское управление, 1913

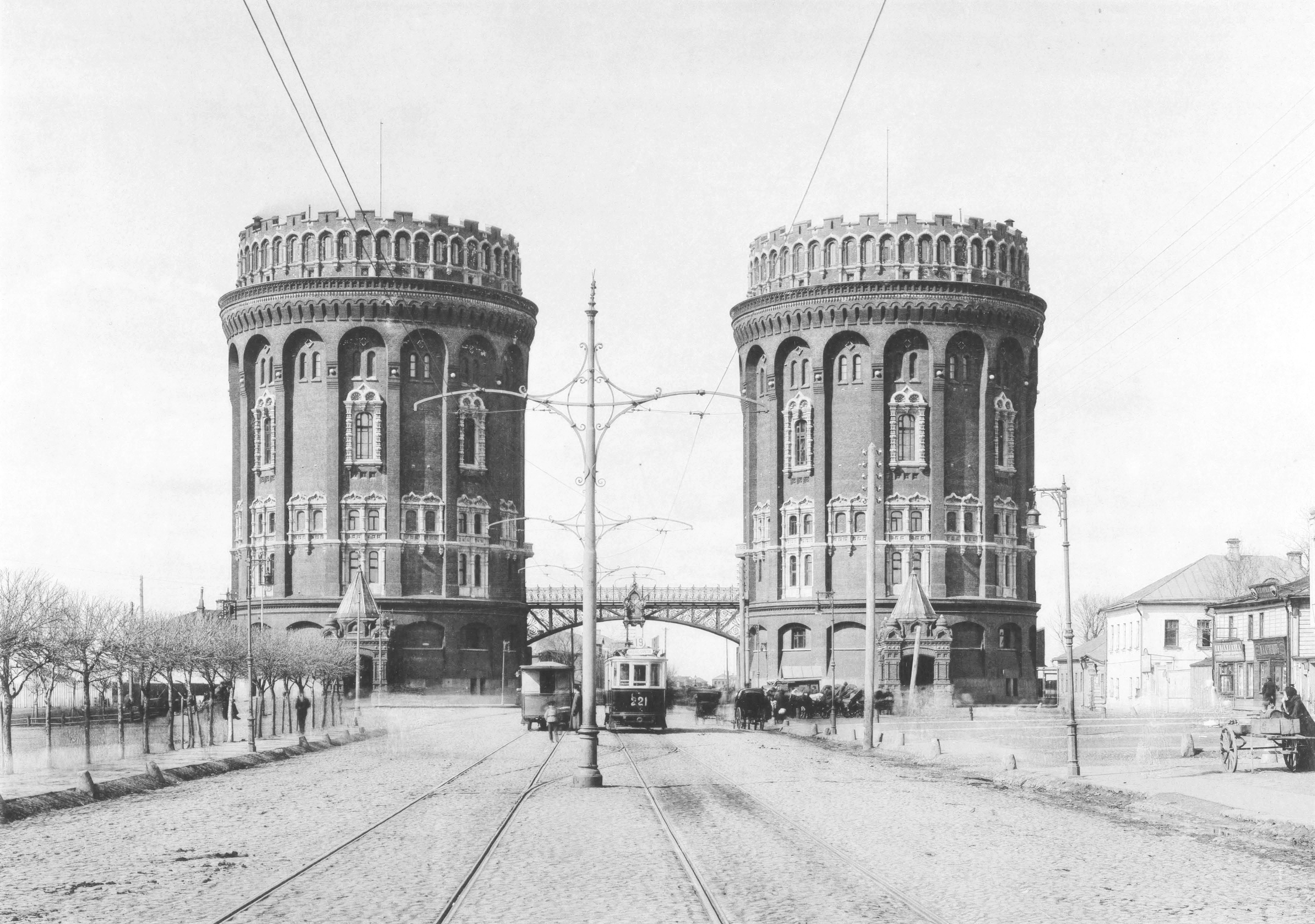
Крестовские водонапорные башни, 1913

Новый Мытищинский водопровод был спроектирован на основе исследований русских инженеров Владимира Григорьевича Шухова, Евгения Карловича Кнорре и Константина Эдуардовича Лембке в 1887—1888 годах. По мнению этих инженеров, бассейн реки Яузы имел чёткий размер в 370 вёрст (394,7 км), верховье бассейна в 68 квадратных вёрст (72,5 км²) с толщиной водоносного слоя в 14 саженей (25,6 м) лежало на мощном водонепроницаемом слое юрской глины. Уровень подпочвенных вод был наибольшим по окраинам бассейна и минимальным около реки Яузы, отсюда следовал вывод, что вся вода из подземного бассейна стекает к Яузе и отводится рекой как каналом. Авторы исследования заключили, что возможный водозабор с этого участка достигнет 1 млн 120 тыс. вёдер в сутки. Комиссия Императорского русского технического общества, в которую были привлечены лучшие учёные того времени, согласилась с этими расчётами и одобрила проект. Он также учитывал возможный рост потребности Москвы в воде до 3,5 млн вёдер в сутки, недостающий объём планировали собрать по верхнему и нижнему течениям Яузы. Однако пробные откачки воды из этих участков опровергли такую возможность.
Новый Мытищинский водопровод был открыт в конце 1892 года. Главными строителями были инженеры Николай Зимин, Константин Густавович Дункер и Александр Петрович Забаев при содействии архитектора Максима Геппенера. Их проекты рассматривались и утверждались уполномоченной комиссией по надзору за строительством водопровода и канализации под председательством Ивана Рерберга. Бюджет составил 5 млн 882 тыс. 884 рубля. Работа велась под управлением Алексеева с 1890 по 1892 годы, за этот период сеть водопровода увеличили до 116 км, а подачу воды — до 1,5 млн вёдер в сутки. При содействии Алекссева Зимин положил начало ежегодным съездам специалистов водопроводного дела.
Главным сооружением нового водопровода стала Мытищинская насосная станция, построенная в 1890—1893 годах. Для доступа к воде были пробурены 50 скважин диаметром 4 дюйма (10 см) и глубиной 15 сажен (27,4 м). От Мытищинской станции к Алексеевской водокачке шёл 24-дюймовый (0,6 м) водовод, на открытых участках переходные части труб внутри здания лежали прямо на почве, малейшая осадка которой вызывала трещины в трубах и как следствие — аварии.
22 августа 1893 года на торжественном открытии нового Мытищинского водопровода присутствовали губернатор Москвы А. Г. Булыгин, генерал-губернатор Великий князь Сергей Александрович с Великой княгиней Елизаветой Фёдоровной и другие почётные гости.
Уже через три года мощность нового водопровода была исчерпана, однако канализационная сеть была достаточно широко раскинута по всей центральной части города, поэтому городская управа ассигновала 2,7 млн рублей на расширение трубопровода в пределах Садового кольца. В 1897 году было проложено 163 версты (почти 174 км) новых труб. Ещё через два года было выделено 2 млн 250 тыс. рублей на расширение Мытищинского водопровода. Во время его реконструкции было сделано 20 новых буровых колодцев диаметром 16 дюймов (0,4 м), в каждый был опущен центробежный насос Фарко, подающий 250 тыс. вёдер воды в сутки в новую всасывающую трубу. Также были построены Алексеевская электрическая станция с двумя генераторами, и первое здание, дополнительно оборудованное паровыми котлами и горизонтальной паровой машиной тройного расширения с вертикальными насосами, которые подавали в Алексеевский резервуар уже 3,5 млн вёдер в сутки. Вместимость самого резервуара увеличили до 1 млн 950 тыс. вёдер. В 1902 году паровые машины были реконструированы и подача каждой увеличилась до 1 млн 750 тыс. вёдер. Новые трубопроводы диаметром 24 и 30 дюймов (0,6 и 0,76 метра соответственно) были проложены от Мытищ до Алексеевского резервуара и Крестовских башен по подземной каменной галерее. Тогда же, в 1902 году отремонтировали Ростокинский акведук и проложили по нему два новых чугунных водовода.
При расширении Алексеевской станции построили второе здание с паровыми котлами и водоподъёмными машинами, а также дома для служащих и рабочих. В этот период подача станции выросла до 2 млн вёдер в сутки.
Потребление воды из Мытищинского водопровода росло и к 1903 году в рекордные месяцы достигало 4 млн вёдер в сутки. Водоподъёмные паровые машины тройного расширения ежедневно извлекали оттуда 1,25 млн вёдер воды, которая направлялась в кирпичный резервуар Алексеевской промежуточной станции по 24-дюймовому (0,6 м) водоводу. Отсюда вода поднималась вторым набором паровых машин и направлялась к резервуару Крестовских башен общей ёмкостью 300 тыс. вёдер. Построенные по проекту архитектора Максима Геппенера, башни стояли у Крестовской заставы, где начиналось Ярославское шоссе, были высотой 39 метров и диаметром в 23 метра. Здесь вода находилась на уровне 37,5 сажен (80 м) над уровнем Москвы реки у Данилова монастыря и отсюда поступала непосредственно в городскую сеть.
В этот период городская сеть водопровода имела 108 вёрст (115,2 км) труб и была рассчитана на распределение по городу 5 млн вёдер воды в сутки с возможностью добавить 200 вёдер в минуту в случае одновременных пожаров в трёх разных частях города. Пожарные краны в среднем были на каждых 50 саженях (91,4 м), к 1902 году в Москве установили 1832 новых пожарных гидранта.

### Фильтры
Улучшение состава воды было одной из основных задач нового московского водопровода. Для тестирования методов фильтрации решено было построить специальную опытную станцию на Девичьем поле у Москвы-реки. Там работала профильная комиссия при Городской санитарной станции под руководством профессора гигиены Сергея Бубнова. В тот момент в Европе была распространена английская система фильтров, однако новая американская система механического фильтрования по ожиданиям должна была быть более эффективной. Комиссия испытала три типа конструкций: Jewell, Warren и Riddel, опытная станция по окончании испытаний была разобрана. Фильтры системы Jewell перенесли в Рублёво для дальнейших испытаний с намерением применять их в будущем Москворецком водопроводе.

### Фонтаны

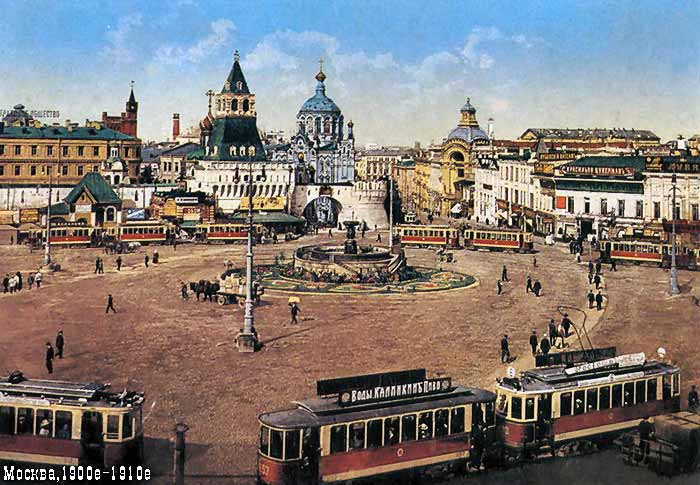
Лубянская площадь и Никольский фонтан, до революции 1917 года

До 1828 года фонтаны в Москве сильно отличались от нынешних и назывались «водозаборными» — потому что из них горожане «забирали» воду сами либо платили за доставку водоносам. Эти фонтаны несли утилитарную функцию и внешне представляли собой просто бассейн или чашу с трубой в центре, куда поступала вода из подземной сети водопровода. В 1828 году Москва заново отстраивалась после французского разорения, тогда же было решено художественно оформить водозаборные фонтаны. Для этой работы пригласили скульптора Ивана Витали, первый договор с ним был подписан 14 января 1828. Витали оформил Шереметевский, Никольский, Петровский, Воскресенский и Варварский фонтаны. Петровский и Никольский фонтаны работают до настоящего времени.
Шереметевский фонтан был установлен в сентябре 1831 года перед зданием Шереметевского странноприимного дома, возле Сухаревской башни на Большой Сухаревской площади. Это был единственный московский фонтан из чугуна; чтобы избежать ржавчины, он был покрыт краской «под бронзу». Водопровод доставлял к фонтану 35 тысяч вёдер воды в сутки, на этой воде работали Сандуновские бани.
Над Никольским фонтаном Витали работал с 1829 по 1835 год. Четыре фигуры мальчиков, олицетворяющих русские реки Волгу, Днепр, Дон и Неву, поддерживали большую чашу из красного гранита. Малую чашу поддерживала группа из трёх бронзовых орлов — эта часть фонтана сейчас утрачена. Никольский фонтан находился рядом с Никольскими воротами Китай-города на Лубянской площади, в 1935 году был перенесён к зданию Президиума Академии наук СССР (Ленинский проспект, 14). Фонтан доставлял 26,5 тыс. вёдер воды в сутки и по отводу наполнял три противопожарных водоёма в Китай-городе.

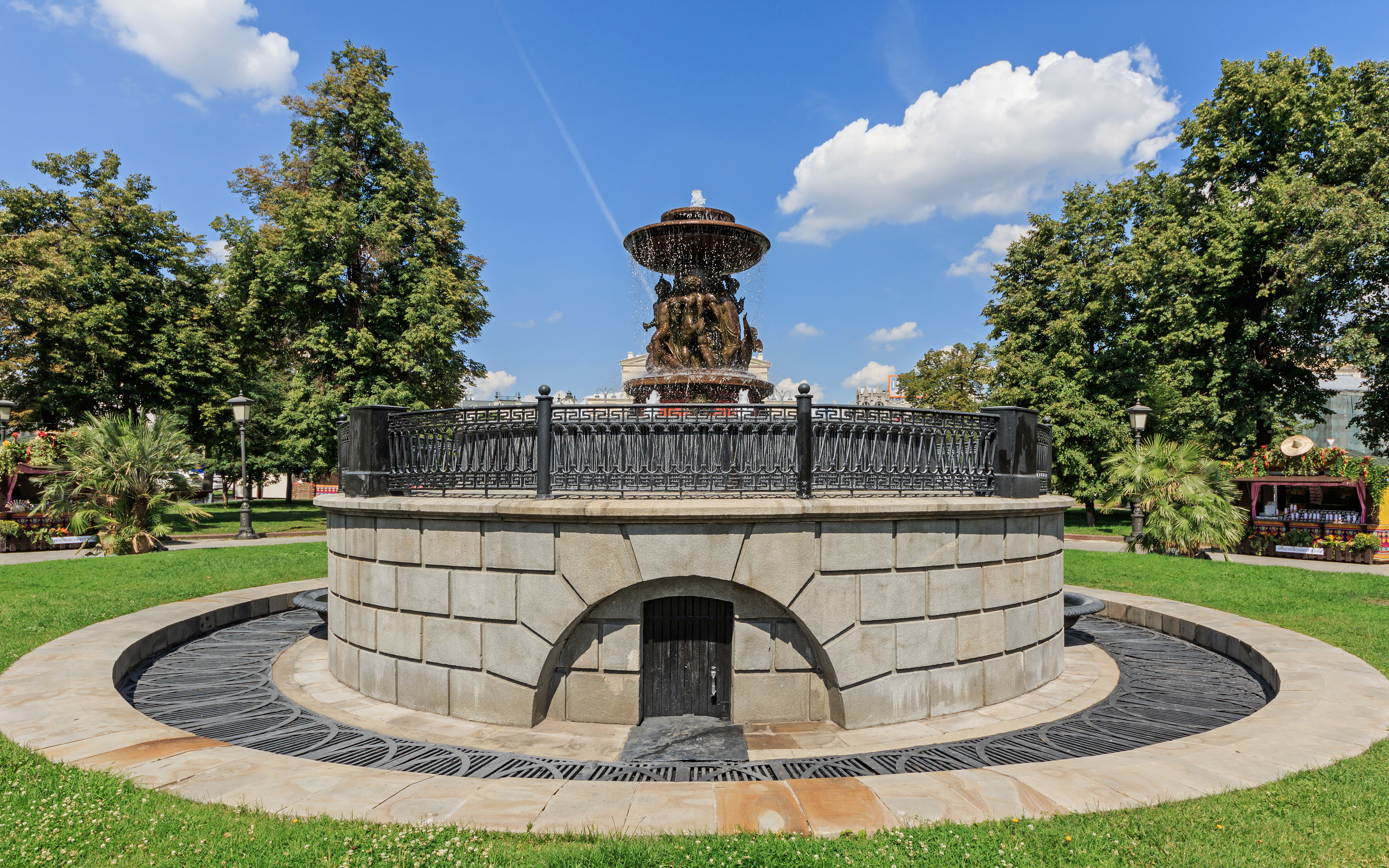
Петровский фонтан, 2016

Петровский фонтан по проекту Витали был построен на бывшей Петровской площади (ныне — Театральная) в 1835 году и был признан одним из красивейших в Европе. На высоком цоколе с маскаронами-водомётами стояли четыре амура-путти — Трагедия, Комедия, Поэзия и Музыка. Изначально фонтан доставлял 17 тыс. вёдер воды в сутки, снабжал водой долговую тюрьму «Яму» и бани купца Михаила Челышева. В XX веке фонтан был остановлен, его работа возобновилась в 1995 году.
Воскресенский фонтан предполагалось украсить тремя бронзовыми ангелами, затем (1835) — фигурой архангела Михаила на мотив библейского «Чуда архистратига Михаила», но в 1838 году было принято предложение московского генерал-губернатора князя Дмитрия Голицына украсить фонтан фигурой «отрока, бросившегося в Днепр под Киевом в 968 году, когда печенеги осаждали сей город», от предложения отказались в 1847 году, в результате чего фонтан остался без украшения. Он доставлял 21,5 тыс. вёдер воды в сутки и снабжал водой комплекс Большого Кремлёвского дворца.
Варварский фонтан на 22,5 тыс. вёдер воды в сутки был разобран уже в 1902 году и о нём сохранилось мало сведений. Снаружи чашу бассейна окружали два ряда чугунных ступеней, в середине находился фигурный пьедестал с тремя подающими воду рожками. Лишняя вода из варварского фонтана поступала в Императорский Воспитательный дом, где уже в 1841 году было устроено домовое водоснабжение.

### Водопровод в 1920—1960 годы
Двести лет истории Мытищинского водопровода стали чередой постоянных ошибок и «заплаток», а инженерные решения, применявшиеся при его строительстве, по прошествии лет кажутся очень спорными. Баланс воды в почвах был нарушен, Яуза обмелела, выросла жёсткость воды.
15 июля 1937 года был открыт канал Москва-Волга, в московскую водопроводную сеть стала поступать волжская вода, и Мытищинский водопровод стал менее важным. В 1940 году ради расширения Ярославского шоссе были снесены Крестовские башни, а также в 1929 году была разрушена часовня Громового ключа. В годы Великой Отечественной войны водопроводная станция в Мытищах была одной из стратегических целей для бомбардировок немецких войск, несмотря на это она продолжала подавать воду в Москву и на Калининградский артиллерийский завод.
В Москву мытищинская вода подавалась до 1962 года. В 1962 году был создан Мытищинский хозрасчётный аварийно-водопроводный участок, три года спустя его переименовали в Производственное Управление водопроводно-канализационного хозяйства города Мытищи. Мытищинский водоканал в разные годы доставлял воду в города Реутов, Лобня, Долгопрудный, по мере роста этих городов создавались и развивались самостоятельные службы Мытищинского «Водоканала».

## Современность

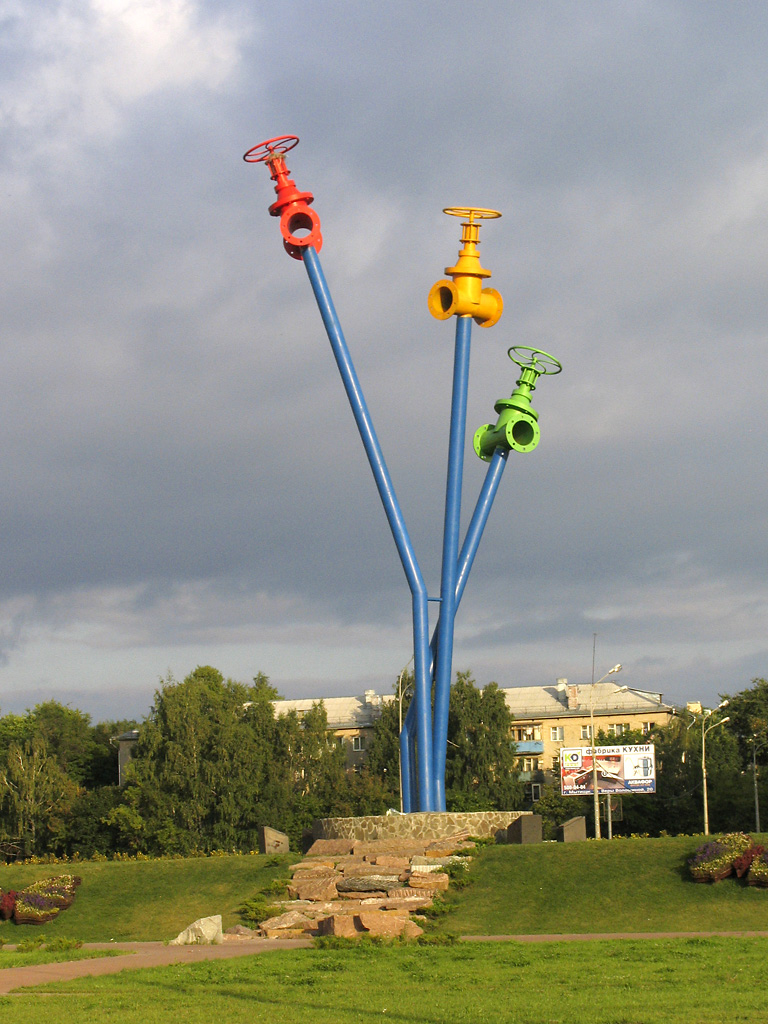
Инсталляция в честь двухсотлетия Мытищинского водопровода, установлена 3 сентября 2004 года

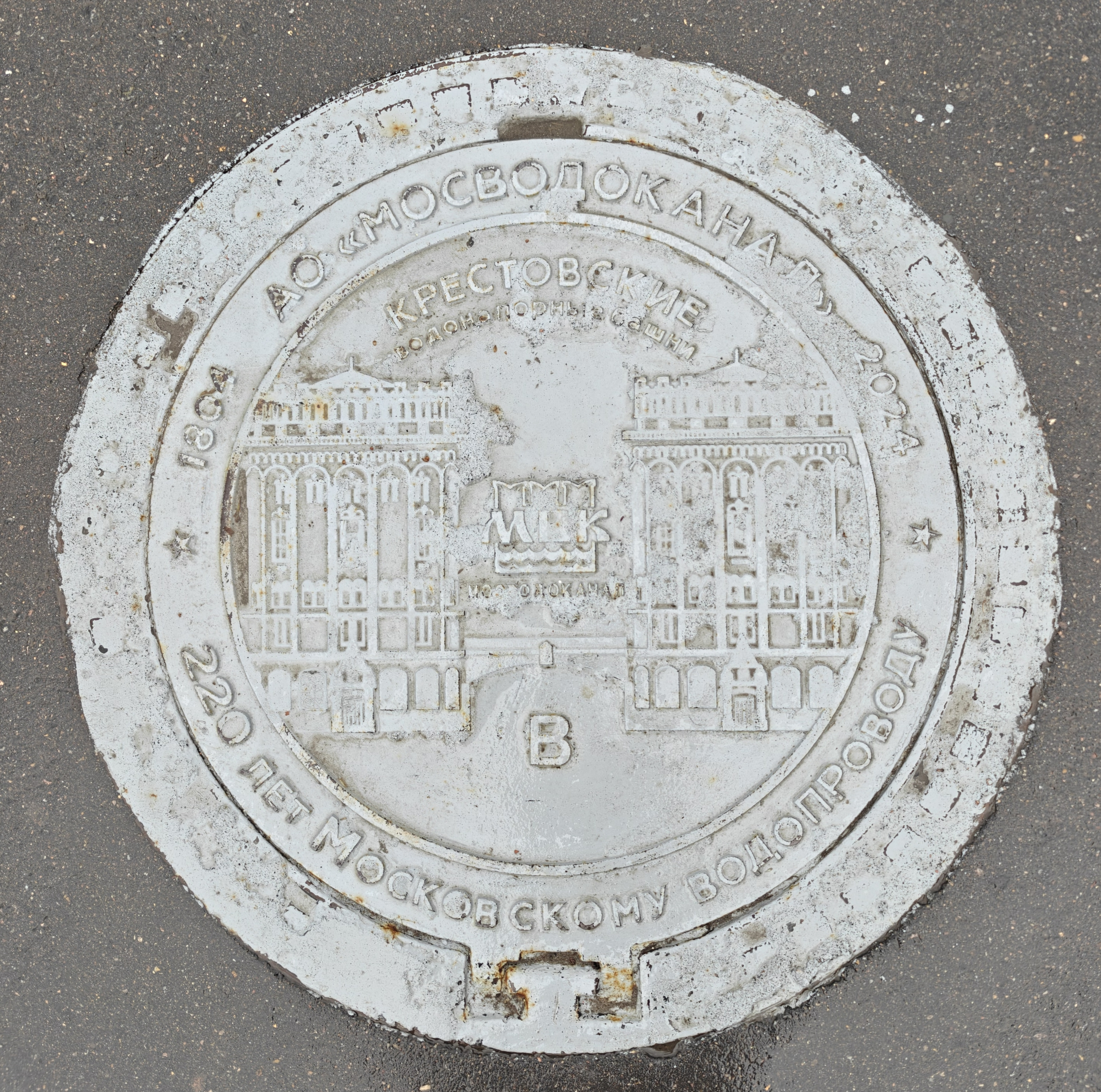
Люк в честь 220-летия водопровода

В XXI веке Мытищинский «Водоканал» обеспечивает водой только Мытищи и Мытищинский район, им пользуются около 180 тыс. человек и более 1300 предприятий и организаций. Объём подаваемой воды составляет более 80 тыс. кубометров в сутки, протяжённость водопроводной сети превышает 270 км.
По данным официального сайта организации, на 2017 год в состав «Водоканала» входят:
- 43 станции подкачки;
- 20 водозаборных узлов;
- химико-бактериологическая лаборатория питьевой воды;
- 40 артезианских скважин;
- 11 канализационных насосных станций (на 226 км сети);
- 3 очистных сооружения;
- станция биологической очистки сточных вод.

Сеть Мытищинского водоканала продолжает расти, в 2014—2018 годах были запущены новые водозаборные узлы и модернизированы старые. В советское время и после распада СССР Мытищинский водопровод практически утратил все исторически ценные объекты, последние единичные участки продолжают сносить. Например, в 1997 году снесли акведук через реку Ичку, мост на пересечении водопроводного канала и Яузы закрыли бетонными плитами, скрыв историческую кладку. Сохранились отдельные участки подземных кирпичных галерей, в единичных случаях — камеры трубопровода и надземные люки. Сохранилась Алексеевская водоподъёмная станция у Крестовской заставы, приказом Департамента культурного наследия города Москвы от 16 сентября 2016 года № 707 она получила статус памятника истории. Водоносную галерею Екатерининского Мытищинского водопровода 1779 года обнаружили также в 2021 году в городском округе Мытищи при строительстве путепровода Фрунзе-Мира.

## Список литературы
- К. Карельских. Краткое описание московских городских водопроводов. — Москва, 1913. — С. 3—130. — 130 с.
- Зимин Н. П. Описание сооружений нового Мытищинского водопровода. Строительный период 1897-1906 гг.. — Москва: Издательство Московской Городской Думы, 1908. — 143 с.
- Клычникова М. А., Мелентьев Г. Ф. Мытищи и окрестности. Мытищинская волость на рубеже XIX-XX веков. — Мытищи: Издательско-торговая корпорация «Дашков И КО», 2007. — С. 130—133. — 352 с. — ISBN 978-5-91131-631-0.
- Водопроводные съезды в России:из века в век // Полимерные трубы. — 2008. — Апрель (№ 1 (19)). — С. 8.
- Фильтры // Большая медицинская энциклопедия / Семашко Н. А.. — Москва: Государственное издательство биологической и медицинской литературы, 1936. — Т. 33. — С. 741.
- Фальковский Н. И. История водоснабжения в России / отв. Ред. Шухер И. М.. — М.: Изд-во Министерства коммунального хозяйства РСФСР, 1947. — С. 147—152. — 286 с.
- Пупырев Евгений Иванович, Балова Ольга Александровна. Мытищинский водопровод. Как его история отразилась в русской живописи XIX века // Московский журнал. История государства Российского. — 2012. — Сентябрь (№ 9 (261)). — С. 70.
- Московский водопровод // Московский журнал. История государства Российского. — 2012. — Март (№ 3 (255)).
- Дельвиг А. И. Московские водопроводы в 1859 году / [Соч.] Инж. ген.-майора бар. Дельвига. — М.: Тип. Бахметева, 1860. — С. 3—39. — 40 с.
- Коллектив авторов. Московский водопровод // Современное хозяйство города Москвы / Под ред. И. А. Вернера. — М.: Тип. Московского городского управления, 1913. — 654 с.